# Hubert Houben (Leichtathlet)

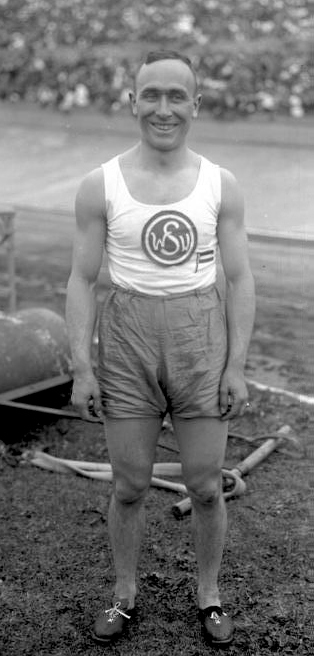
Hubert Houben, 1924

Hubert Houben (* 24. Februar 1898 in Goch, Kreis Kleve; † 9. November 1956 in Krefeld) war ein deutscher Leichtathlet und Olympiateilnehmer, der in den 1920er Jahren zu den weltbesten Sprintern gehörte. Sein größter Erfolg ist die Silbermedaille mit der deutschen 4-mal-100-Meter-Staffel (zusammen mit Georg Lammers, Richard Corts und Helmut Körnig) bei den Olympischen Spielen 1928 in Amsterdam. Bereits 30-jährig, nahm er bei diesen Spielen auch am 100-Meter-Einzelrennen teil, schied jedoch im Semifinale aus (10,7 s).

## Leben

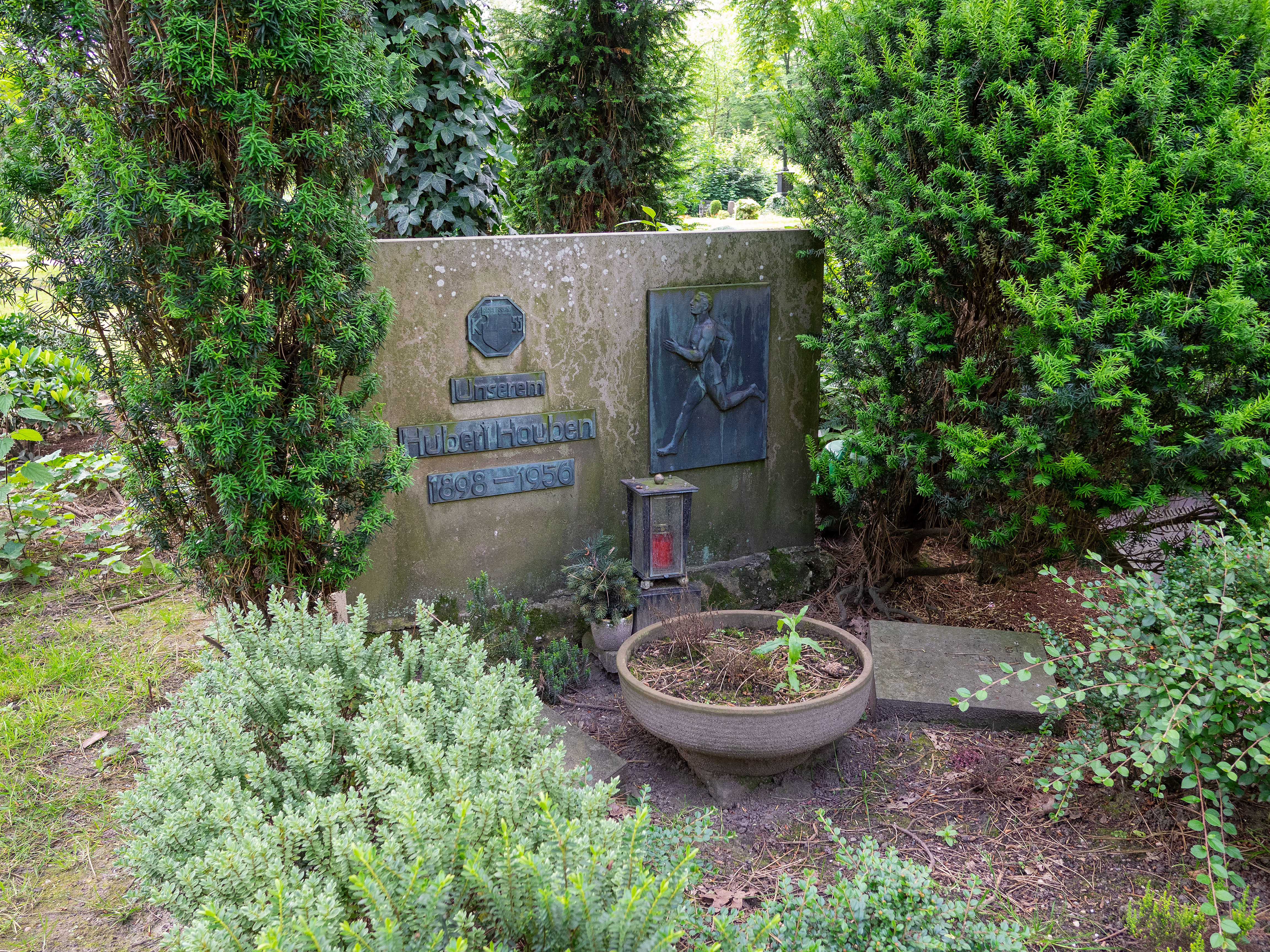
Grab von Hubert Houben, 2024

Hubert Houben arbeitete in Krefeld bei einer Bank und widmete seine freie Zeit der Leichtathletik. Im Jahr 1922 wurde er dadurch bekannt, dass er bei einem Wettbewerb in Leipzig Weltbestzeit lief. Internationales Ansehen erlangte er bei einem Berliner Abendsportfest. Am 6. August 1924 besiegte er die US-Sprinter Charles Paddock (Inhaber des 100-Meter-Weltrekordes) und Loren Murchison (später Olympiasechster 1924 im 100-Meter-Lauf). Im gleichen Jahr gewann er den 220-Yards-Lauf bei den offenen englischen Meisterschaften, und in Kopenhagen verbesserte er den 100 Yards-Weltrekord auf 9,5 s und galt seitdem als schnellster Läufer der Welt.
Die Teilnahme an den Olympischen Spielen 1924 in Paris blieb ihm verwehrt, da deutsche Sportler als Folge des Ersten Weltkrieges nicht teilnehmen durften. Houben war dreizehnmal Westdeutscher Meister, neunmal Deutscher Meister und zweimal englischer Meister.
Houben trat zum 1. September 1931 in die NSDAP ein (Mitgliedsnummer 636.985) und gehörte von 1933 bis 1935 der SA an.
Hubert Houben begann mit der Leichtathletik in seinem Heimatverein SV Viktoria Goch, er startete später für CSV 10 Krefeld, Preussen Krefeld und den TuS Bochum 08. In seiner aktiven Zeit war er 1,69 m groß und wog 67 kg. Er wurde später Sportjournalist in Krefeld und wirkte in der Leichtathletik als Kampfrichter mit. Er starb 58-jährig an Kehlkopfkrebs, sein Grab ist auf dem Hauptfriedhof Krefeld, Feld 13, Nr. 392–393 zu finden. In Krefeld ist die Hubert-Houben-Kampfbahn nach ihm benannt, in Goch das Hubert-Houben-Stadion und die Hubert-Houben-Straße.